# 杖突峠
杖突峠（つえつきとうげ）は、長野県伊那市と茅野市との境にある峠。標高1,247メートル。古くは東山道、杖突街道、国道256号が通り、現在は国道152号が通っている。日本百名峠。

## 地理
伊那市高遠町藤澤と茅野市宮川との境に位置する。赤石山脈（南アルプス）の北端にあたり、峠一帯を「晴ヶ峰」という。伊那側は藤沢川が流れる谷に沿った道で、比較的傾斜が緩い。一方、茅野側は糸魚川静岡構造線が通過している関係で断層崖となっており、急坂である。峠から西南西の方角には諏訪大社の神体とされる守屋山がそびえる。

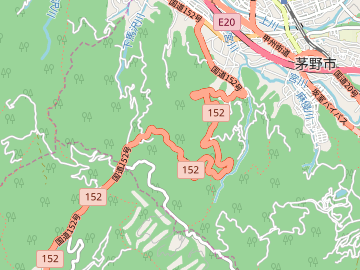
杖突峠周辺の地図（オープンストリートマップ）
峠を通過する国道152号は、頂上を境にして茅野側（右上）は蛇行、伊那側（左下）は直線と、全く異なる線形をしている。

## 歴史
むかし、人々がこの急坂を杖を突きながら登ったことが「杖突峠」の名の起こりとされ、頂上で捨てられた杖を燃やして供養するという行事が大正末期まで行われていた。異説として、儀式によって地上に降臨した神が杖を突く場所であったからとも言われている。
古代より東山道が通過し、伊那地域（伊那郡）と諏訪地域（諏訪郡）とを結ぶ主要な道路である。戦国時代には軍事上の要所とされ、天文11年の武田信玄と諏訪頼重との戦いでは、信玄に呼応した高遠頼継が伊那から峠を越えて諏訪へと攻め込んだ。天文年間の古文書に「つへつきたうけ」・「杖ツキ峠」といった記載が見える。軍事面以外にも、秋葉山本宮秋葉神社（遠江国、現・静岡県）への参詣路としての役割もあった。
江戸時代になると峠道が「杖突街道」もしくは「藤沢街道」と呼ばれるようになり、中馬の往来が盛んに行われた。塩や魚、茶といった甲州（現・山梨県）方面からの物資がこの街道を通じて伊那へと運ばれた。八ヶ岳の裾野に用水路を開いた坂本養川は、人々に提灯を持たせて各所に配置し、杖突峠からその明かりを目印に測量を行ったとの伝説がある。
近代に入り街道は一旦衰退を見せるものの、1933年（昭和8年）になって車道が開通している。

## 観光
頂上に「峠の茶屋」（茅野市宮川3673）があり、展望台が設置されている。諏訪盆地が一望でき、八ヶ岳連峰に霧ヶ峰、遠く飛騨山脈（北アルプス）まで見渡すことができる。夕方になると飛騨山脈に沈む太陽からの夕日が差し、赤く照らされた諏訪湖や八ヶ岳が美しい。
峠の茶屋は1984年（昭和59年）に建設されたもので、建物は鉄骨構造の2階建て。延床面積は466平方メートルである。2001年（平成13年）12月からは茅野市と伊那市（当時・上伊那郡高遠町）との共同所有となり、2017年（平成29年）3月、茅野市・伊那市の両市は2012年（平成24年）4月からテナントとして入居していた伸和コントロールズ（神奈川県川崎市）に施設を売却。1階部分を多目的ホール（面積約80平方メートル）に改装し、同年7月にオープンした。

## 交通アクセス
公共交通機関
JR中央本線・茅野駅からタクシーで30分間。
峠に「守屋登山口」バス停があり、主に春（4月）限定でジェイアールバス関東が茅野駅から当バス停を経て高遠方面への路線バスを運行している。
自家用自動車
中央自動車道・諏訪インターチェンジから15キロメートル、自動車で30分間。普通車20台が駐車可能な駐車場がある。

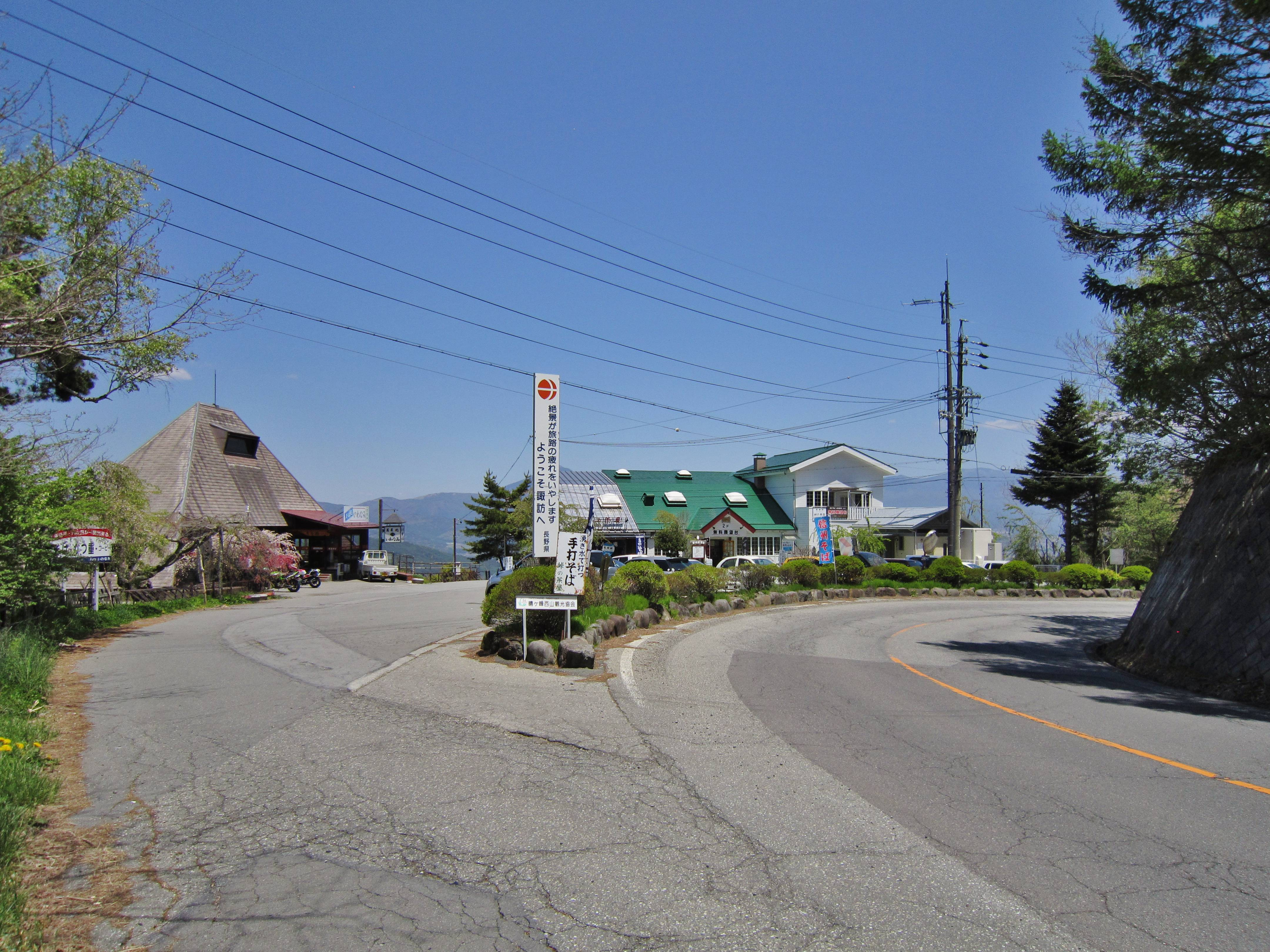
茅野方面（峠の茶屋）
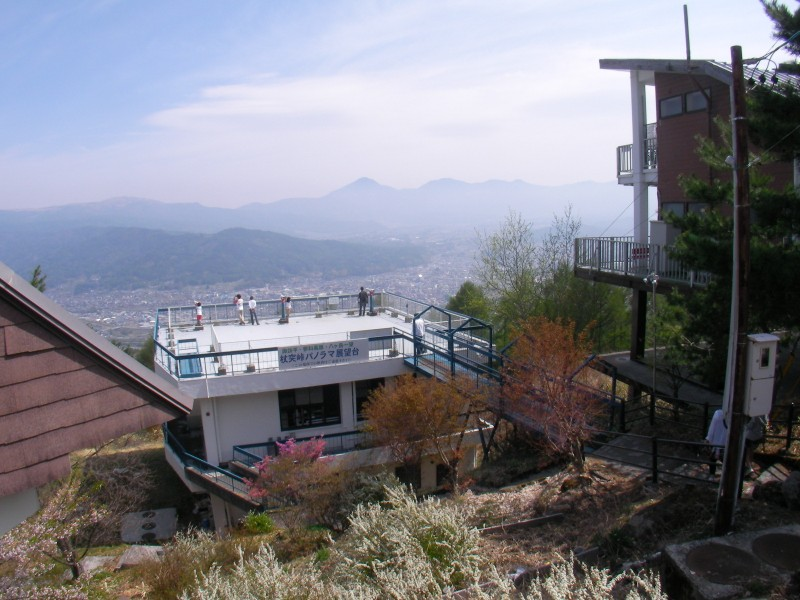
パノラマ展望台
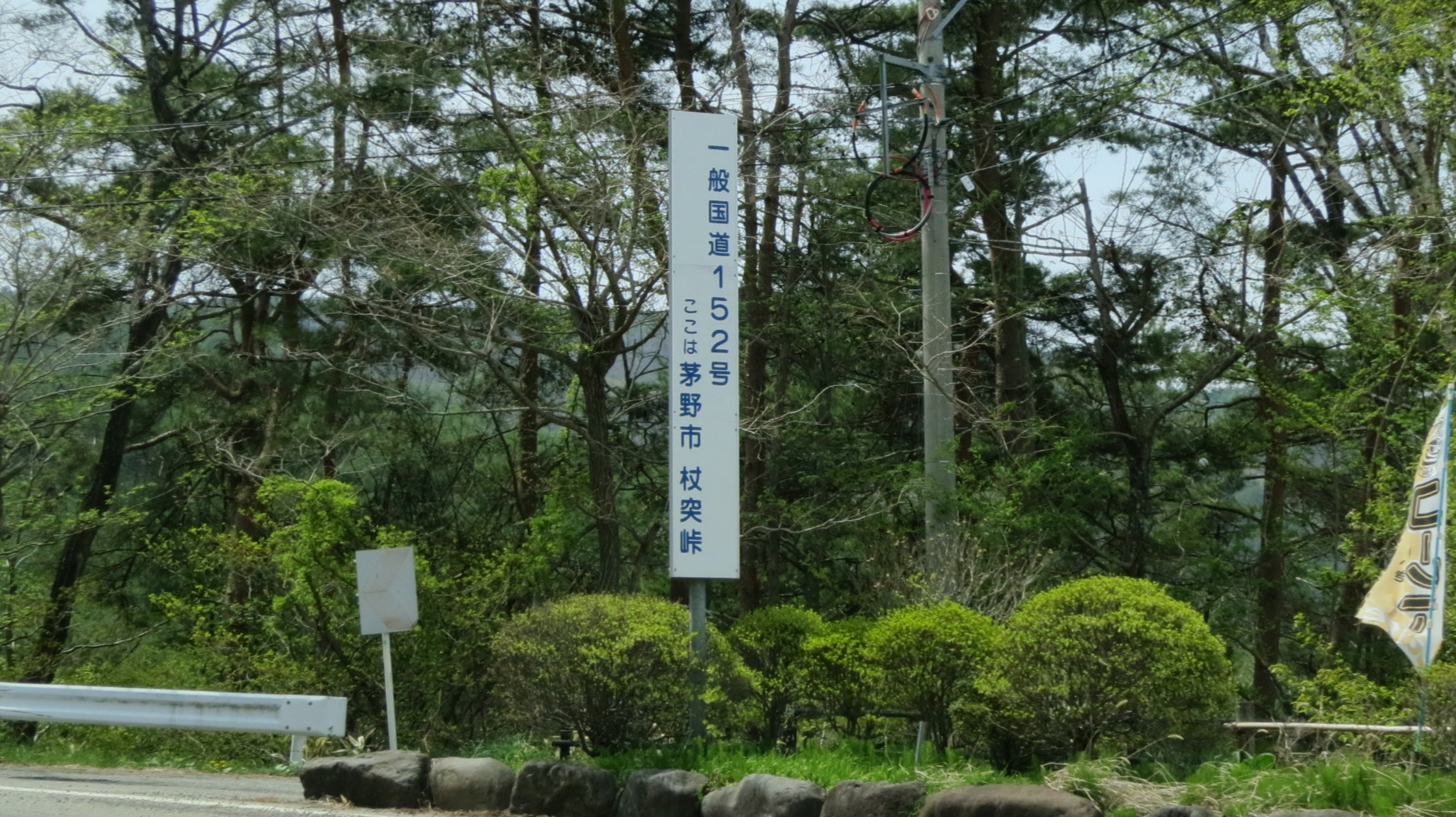
国道152号沿いの 杖突峠案内標識 長野県茅野市

## その他
- 茅野側の峠道沿いの私有地内に、奇妙なスフィンクスの像が置かれている。ごみの不法投棄に頭を悩ませていた地元住民が設置したもので、像を設置して以降、不法投棄はなくなったという[14][15]。
- 松本清張の小説『野盗伝奇』[16]では、主人公と敵との対決場面およびエンディングで登場。杖突峠での主要人物たちの別離が描かれた。
- あfろの漫画『ゆるキャン△』第16話（単行本第3巻収録[17]、テレビアニメ第9話）では、山梨県から長野県上伊那地域に向かう主人公が立ち寄った場所として登場。展望台からの景色をスマートフォンで撮影し、写真を病床の友人に贈った。